# 山东省立医院
山东省立医院 (英語：Shandong Provincial Hospital)，创立于1897年，是一所集医疗、科研、教学、预防、保健、康复为一体的大型综合三级甲等医院，位于中华人民共和国山东省济南市槐荫区经五纬七路324号，拥有床位3500余张。

## 历史沿革
2018年，山东省立医院在复旦大学中国医院排行榜位列第46名。